# Vogelsang (Köln)
Vogelsang ist ein linksrheinischer Stadtteil des Stadtbezirks Ehrenfeld, im Westen von Köln.

## Lage
Der Stadtteil Vogelsang grenzt im Osten an Bickendorf, im Süden an Müngersdorf, im Westen an Müngersdorf, an Widdersdorf und Bocklemünd/Mengenich und im Norden an Ossendorf.
Er setzt sich in der Fläche aus den 3 Teilen Alt-Vogelsang, Neu-Vogelsang, Vogelsang-Nord zusammen, die in ihrer Bebauung durch Grünflächen voneinander getrennt sind.

## Geschichte

### Planung und Gründung
Durch den Wohnraummangel infolge der zunehmenden Industrialisierung in den 1920er-Jahren, die wachsende Arbeitslosigkeit, verursacht durch die Weltwirtschaftskrise, und die damit verbundene Verelendung einzelner Städte und Stadtteile, beschloss die damalige Regierung des Deutschen Reiches unter Heinrich Brüning, neben dem normalen Siedlungsbau einen neuen Siedlungstyp einzuführen. Dieser nannte sich Stadtrand- oder Erwerbslosensiedlung. Es wurden gleichzeitig Arbeitsplätze eingerichtet und Wohnraum für die Armen geschaffen. Bei der Vergabe der Häuser sollten langfristig Erwerbslose sowie kinderreiche Familien, die möglichst vom Lande stammten und daher ländliche Arbeiten gewohnt waren, bevorzugt werden. Die Siedler sollten durch Kleintierhaltung und Gemüseanbau ihren Unterhalt selber bestreiten können. So wollte die Regierung einen Teil der Industriearbeiterschaft wieder in den landwirtschaftlichen Produktionssektor zurückführen. Auch die 1931 gegründete Siedlung Vogelsang war ein Teil dieser Maßnahme.

### Zeit des Nationalsozialismus

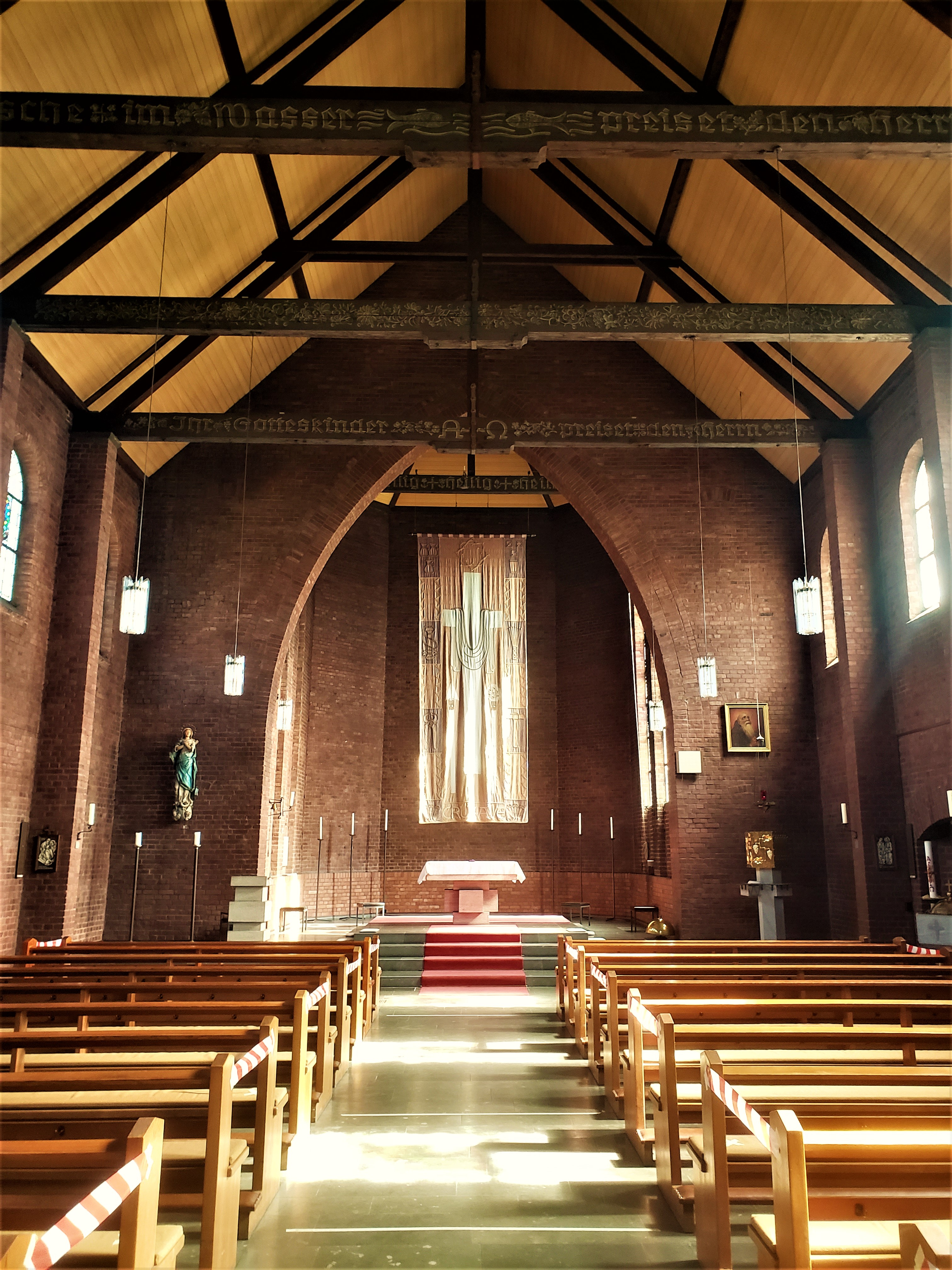
Pfarrkirche St. Konrad, Köln-Vogelsang

Entgegen der vorherigen Planung, die nur Einfamilienhäuser vorsah, wurden im Dritten Reich, im Jahre 1936, auch Mietshäuser in Vogelsang gebaut, denn man benötigte aufgrund der wieder zunehmenden Arbeiterschaft zusätzlichen Wohnraum. Der hier errichtete Wohnungstyp wurde Volkswohnung genannt. In der Siedlung wurde 1936/37 nach Plänen von Hans Peter Fischer die katholische Pfarrkirche St. Konrad erbaut, die mit der Schule und dem Gasthaus noch heute den Ortsmittelpunkt bildet. Im Zweiten Weltkrieg erwies sich die Randlage des Stadtteils als vorteilhaft, denn er blieb von großen Zerstörungen durch Bomben verschont.

### Nachkriegszeit
Die Bewohner konnten sich durch ihre eigene kleine Landwirtschaft selbst mit Obst und Gemüse versorgen und durch die Kleintierhaltung waren zusätzliche Fleischrationen möglich. Von den Bürgern der zerstörten Stadtteile wurden die Vogelsanger deshalb beneidet, sodass einige zur Selbsthilfe griffen und bei Nacht und Nebel sich das besorgten, was sie zum Leben brauchten – schließlich hatte der damalige Kardinal Joseph Frings diese Art des Mundraubs in einer Predigt legitimiert.

### Zeit des Wirtschaftswunders
Für den kurz zuvor eigenständig gewordenen evangelischen Gemeindebezirk wurde 1955 die Emmauskirche errichtet. Rund um das ursprüngliche Siedlungsgebiet entstanden in den 1960er-Jahren viele Einfamilienhäuser. Aufgrund der nördlichen Ausweitung des Stadtteilgebietes wurde in den Jahren 1966/67 die zweite katholische Kirche St. Viktor nach Plänen von Hans Schilling im damals modernen Baustil erbaut. In den 1950er- und 1960er-Jahren hat sich die Siedlung im Erscheinungsbild den anderen Stadtteilen angeglichen und man konnte schon am Anfang der 1970er-Jahre nicht mehr feststellen, dass Vogelsang einst eine Armensiedlung war. Dies war vor allem den sparsamen und fleißigen Bürgern zu verdanken, die ihre einfachen Siedlerhäuser im Laufe der Jahre nach und nach zu schmucken Eigenheimen umbauten.

### Gegenwart
Seit 2000 wächst der Ortsteil durch die Erweiterung Vogelsang-Nord mit Einfamilienhäusern und Mietwohnungen. Die Entwicklung Vogelsangs von 1893 bis zum Jahr 2010 wird seit 2011 von dem Kölner Diplom-Designer, Architekturmodellbauer und Künstler Bernd Grimm in sieben Bronzereliefs dargestellt. Es geht dabei insbesondere darum, wie sich der Stadtteil vom Ackerland hin zum Gewerbepark „Triotop“ gewandelt hat. Auftraggeber für diese Arbeiten ist der Unternehmer Anton Bausinger (Bauunternehmen Friedrich Wassermann). Die Bronzereliefs sind jeweils 1 × 1 Meter groß und an der Belvederebrücke in Köln aufgestellt. Im Einzelnen werden die räumlichen Situationen aus folgenden Jahren dargestellt: 1893, 1926, 1934, 1975, 2000, 2010 und 2025. Bisher (2019) sind sechs der Bronzeplastiken realisiert und können vor Ort besichtigt werden.

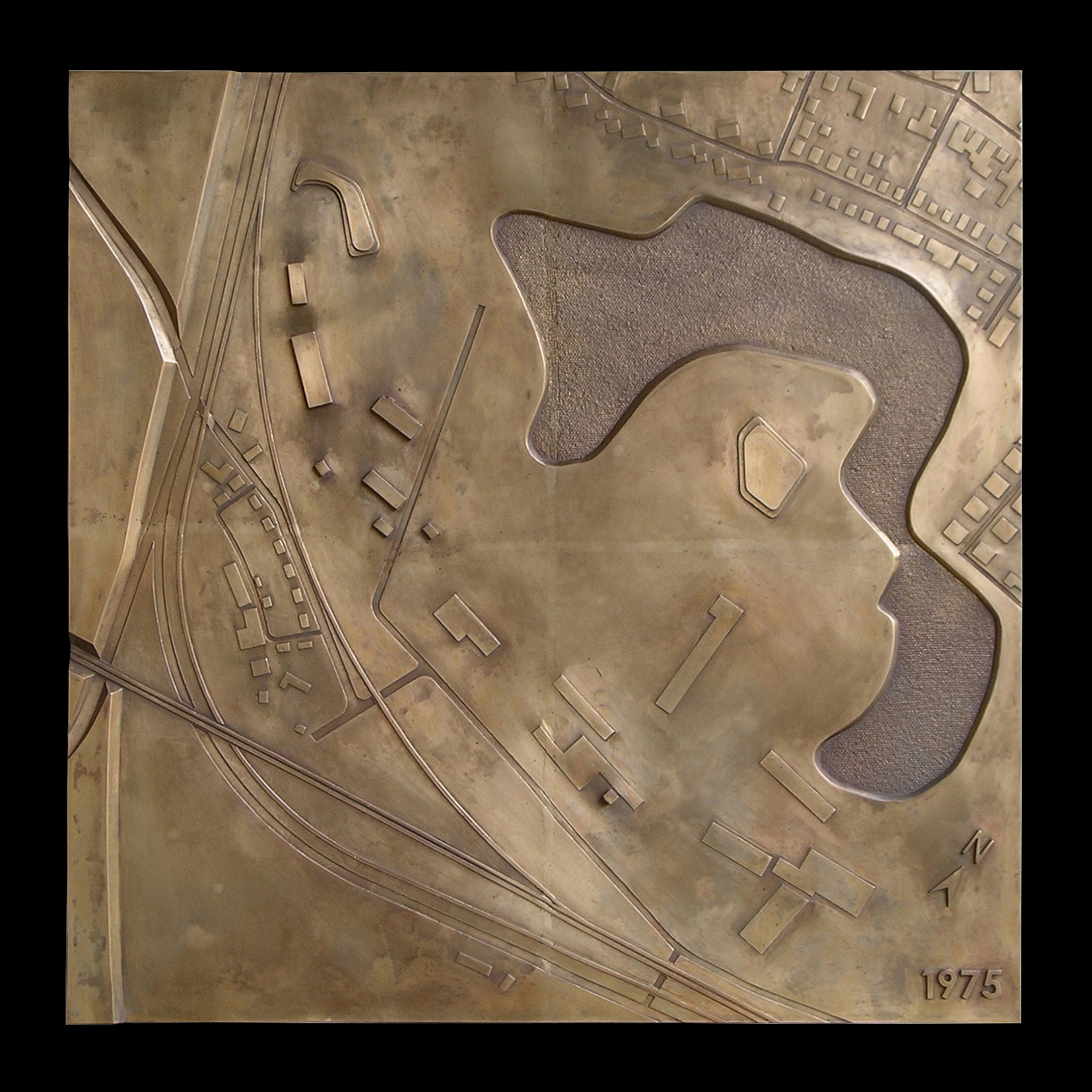
Transformationen – Die Geschichte eines Areals in Köln-Vogelsang (1893–2010), hier Darstellung der Situation 1975, Bronzerelief
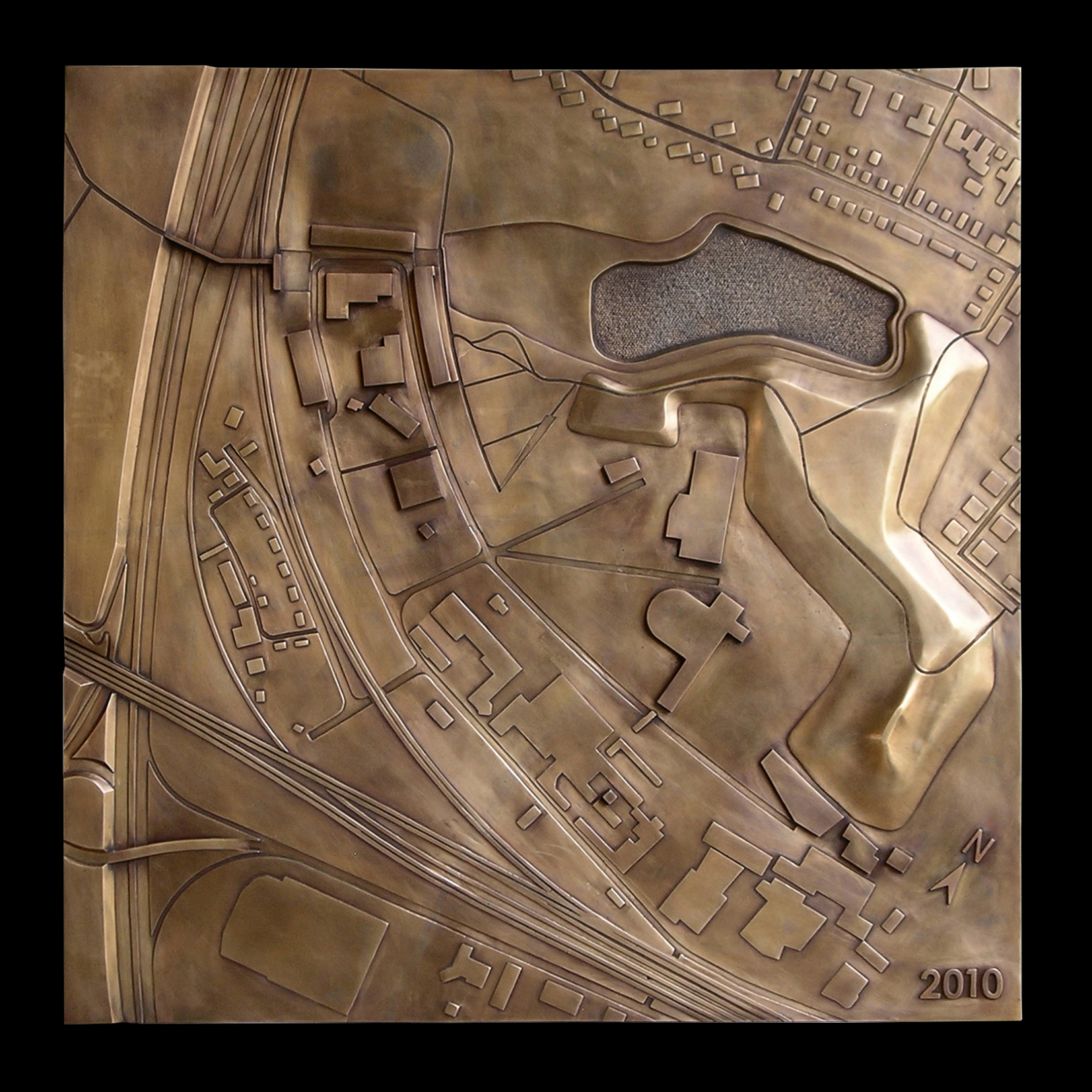
Transformationen – Die Geschichte eines Areals in Köln-Vogelsang (1893–2010), hier Darstellung der Situation 2010, Bronzerelief
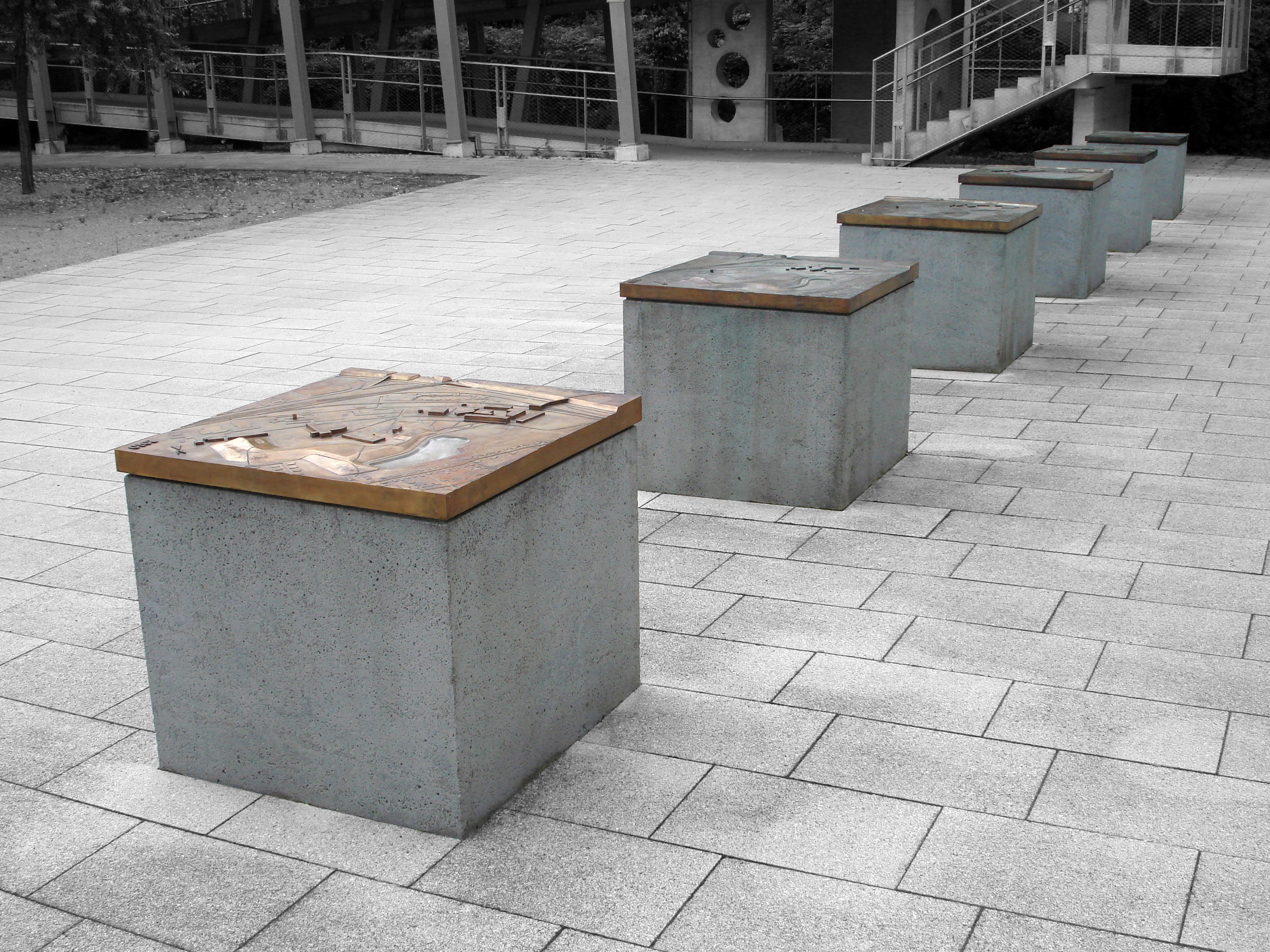
Transformationen – Die Geschichte eines Areals in Köln-Vogelsang (1893–2010), hier Gesamtansicht der bisherigen Reliefs, Bronzerelief

## Bevölkerungsstatistik
Struktur der Bevölkerung von Köln-Vogelsang (2021):
- Durchschnittsalter der Bevölkerung: 44,0 Jahre (Kölner Durchschnitt: 41,4 Jahre)
- Ausländeranteil: 13,8 % (Kölner Durchschnitt: 19,3 %)
- Arbeitslosenquote: 8,0 % (Kölner Durchschnitt: 8,6 %)

## Persönlichkeiten
Personen, die mit Vogelsang in Verbindung stehen
- Eva Soujon/Julia Soujon (* 23. September 1990/ 6. Januar 1986), Gründerinnen und Mitglieder der kölschen Pop/Rock-Band Pläsier (Gründung Oktober 2013)

- Jürgen Zeltinger (* 25. Mai 1949),[3] Musiker und Leader der Kölner Rockband Zeltinger Band
- Dieter Koslar (* 6. Mai 1940 in Köln; † 13. August 2002 ebenda),[4] Kölner Profi Radrennfahrer
- Michael Koslar (* 22. Oktober 1967 in Köln) Off-Sprecher,[4] Künstler (Malte Sonnenfeld), Fernsehmoderator, Autor

## Infrastruktur
Öffentliche Einrichtungen:
- Vier Kindertagesstätten
- drei Grundschulen (inkl. der seit 2017/2018 bis auf weiteres ausgelagerten Grundschule Kunterbunt)[5]
- eine Hauptschule
- zwei Gesamtschulen (inkl. einem Teilstandort der Helios-Gesamtschule)[6]
- eine Realschule
- ein Berufskolleg (Teilstandort des Berufskollegs Ehrenfeld)
- eine Förderschule
- Kath. Kirche St. Konrad
- Kath. Kirche St. Viktor
- evangelische Kirche Emmaus

Darüber hinaus gibt es unter anderem gastronomische Einrichtungen, Lebensmitteleinzelhandel, ärztliche Praxen und eine Apotheke.

## Sehenswertes
- Vogelsanger Markt

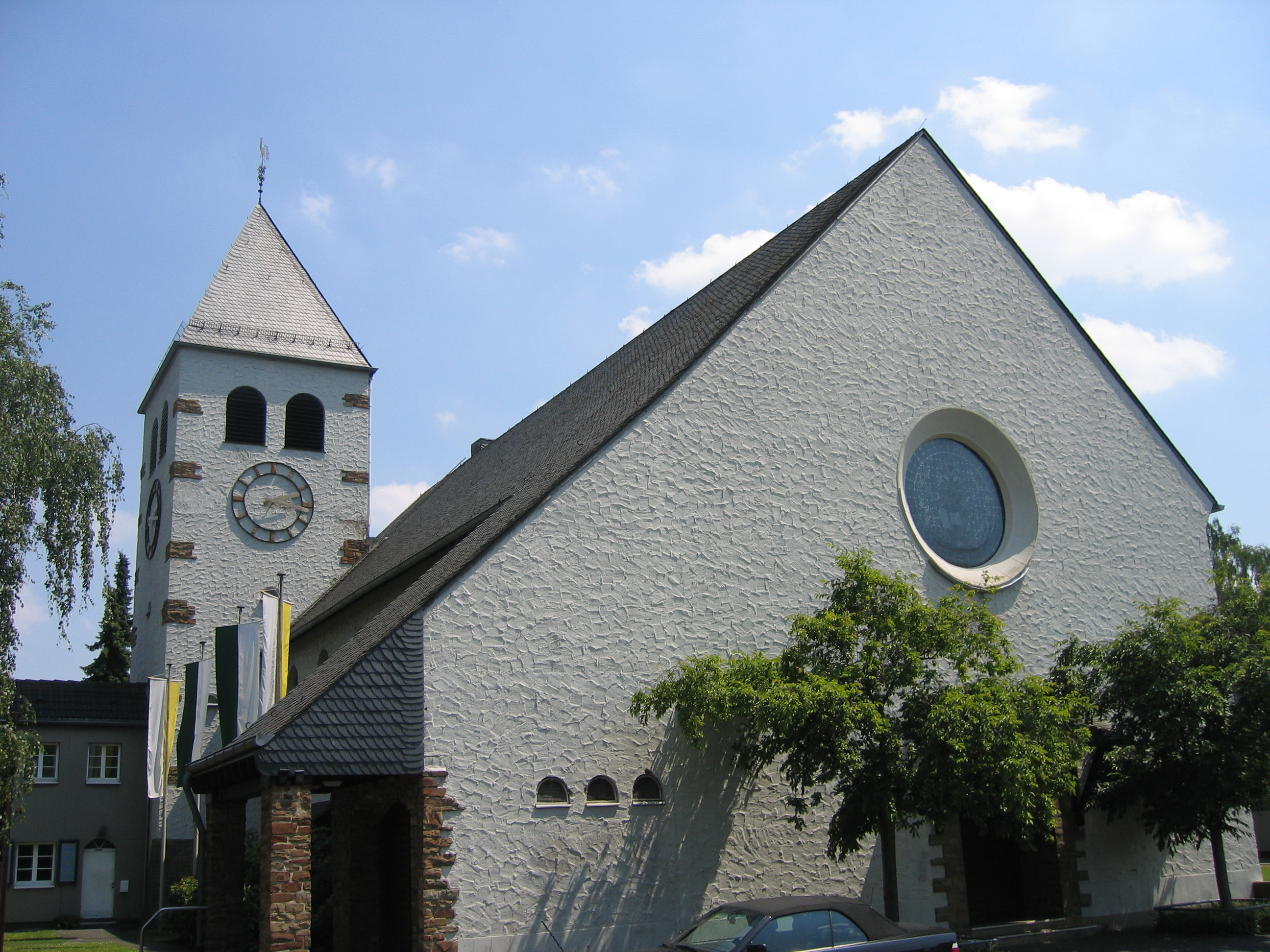
Kirche St. Konrad

- Katholische Pfarrkirche St. Konrad
- Katholische Pfarrkirche St. Viktor
- Evangelische Emmauskirche
- Gebrüder Meyer
- Max-Planck-Institut für Pflanzenzüchtungsforschung
- Joseph-Hamacher-Platz
- Grünanlage Biesterfeld
- Westfriedhof
- Wassermannsee
- Gemeinschaftsgarten Finkennest
- Jugendtreff Watikan